# Cyprogenia
Cyprogenia es un género de molusco bivalvo  de la familia Unionidae.

## Especies
Las especies de este género son:
- Cyprogenia aberti (Conrad, 1850)
- Cyprogenia stegaria (Rafinesque, 1820)